# Gertrudis Ríos Marín
Gertrudis Ríos Marín (Algodonales, Cádiz, 1901-La Línea de la Concepción, 15 de agosto de 1936) fue una maestra fusilada en los comienzos de la guerra civil española. 

## Trayectoria
Su padre, que era comerciante, se había casado tres veces Fruto de estos matrimonios había tenido diez 10 hijos. Ríos cursó bachillerato y magisterio en la Escuela Normal de Sevilla. Sacó la oposición en 1924. En  el curso de 1925-26 era maestra en Pilas, un pueblo de Sevilla. Inició una relación con Ramón Iglesia Oliva, natural y vecino de Arcos de la Frontera (Cádiz). Él pertenecía al Cuerpo de Correos como oficial por oposición. Había sido destinado a Utrera y después a Algodonales, donde conoció a Gertrudis.
Se casaron en Algodonales en 1926, tuvieron un hijo, José Manuel, y ambos se trasladaron a trabajar a La Línea. donde Iglesia llegó a ser administrador de Correos. A Gertrudis le habían asignado la Escuela Nacional de Párvulos número 1. Ríos perteneció a la Federación de Trabajadores de la Enseñanza (FETE), perteneciente a la Unión General de Trabajadores (UGT). Allí desempeñó el puesto de tesorera hasta diciembre de 1935.
Ambos fueron detenidos al llegar las tropas franquistas y fusilados.  A ella le torturaron y quisieron que se confesara, se negó y por ello fue fusilada. Antes fue pelada, purgada con aceite de ricino y paseada por el pueblo. A él se le acusó de haber realizado «actividades marxistas» y de pertenecer al Socorro Rojo.
La represión sufrida por los partidarios del bando republicano en la zona sublevada es llamada el terror Blanco en la historiografía no española.

## Memoria histórica
En febrero de 2022 comenzaron la búsqueda de las fosas comunes donde se pueden hallar los restos de las personas fusiladas en La Línea de la Concepción. El Foro por la Memoria del Campo de Gibraltar realizó en 2012 una amplia investigación sobre la guerra y la represión franquista en la comarca. En ella se obtuvo una relación de 110 personas asesinadas en La Línea y de linenses fusilados en otros puntos de Cádiz y Andalucía. En el Libro de Defunciones del municipio hay un total de ciento cinco cadáveres sin identificar y ciento once con identificación en enterramientos efectuados entre julio y noviembre de 1936 por orden de la autoridad militar de los sublevados.
Gertrudis Ríos Marín es una de las 100 mujeres andaluzas. Retratos del feminicidio franquista, libro de Susana Falcón.